# Uliteu (oficial)
Uliteu (em latim: Ulitheus; m. 556) foi um oficial bizantino do século VI, ativo durante o reinado do imperador Justiniano (r. 527–565). Um doríforo do oficial Guntárico, no final de 545 foi enviado secretamente para negociar com o chefe mouro Antalas com intuito de selar um acordo entre eles no qual assassinariam o governador Areobindo e dividiriam suas riquezas entre si.
Em março de 546, participou do assassinato de Areobindo no palácio do governador em Cartago. Pouco depois, com a deserção de Antalas para o império, Guntárico enviou Uliteu, Artabanes, João e Cusina para persegui-lo em Bizacena. Com o fracasso da missão, Uliteu tentou, sem sucesso, assassinar Artabanes. Quando Guntárico foi assassinado num banquete meses depois, Uliteu era um dos doríforos em serviço, e acabou assassinado também.